# Economia do Second Life
Na economia do jogo eletrônico Second Life, que simula um mundo virtual, o Linden dollar (L$) é a moeda oficial, podendo-se comprar várias itens, como carros, casas etc. Segundo a própria Linden Lab, o Second Life movimenta atualmente um mercado de 1,18 bilhão de Linden Dollars, o equivalente a 4,7 milhões de dólares reais.